# Атланты и кариатиды (фильм)
«Атланты и кариатиды» — советский 8-серийный телевизионный художественный фильм 1980 года режиссёра Александра Гутковича по одноимённому роману писателя Ивана Шамякина «Атланты і карыятыды» (бел.), снятый на Белорусском телевидении.

## Сюжет
Место действия — областной город Белоруссии. Фильм посвящён жизни советской интеллигенции, работе, проблемам семейной жизни главного архитектора города Максима Карнача — человека талантливого, человека действия. Ему приходится преодолевать непонимание, а иногда «прямой конфликт интересов с партбонзами и чиновничеством советской выучки».

## В ролях
- Евгений Лазарев — Максим Ефтихиевич Карнач, главный архитектор города
- Всеволод Сафонов — Герасим Петрович Игнатович, секретарь горкома партии
- Евгений Евстигнеев — Сосновский Леонид Минович, секретарь обкома партии
- Алла Ларионова — Дарья Макаровна, жена Максима Карнача
- Лилия Евстигнеева — Лиза, жена Игнатовича, родная сестра Дарьи Карнач
- Николай Ерёменко (старший) — Пал Палыч Кислюк, председатель горисполкома Совета народных депутатов
- Ростислав Янковский — Арсений Николаевич Языкевич
- Эльза Леждей — Галина Владимировна, секретарь Игнатовича
- Александра Климова — Ганна Титовна Прабабкина
- Алексей Эйбоженко — Шугачёв Виктор, архитектор, друг Максима
- Людмила Макарова — Полина, жена Шугачёва
- Леонид Сатановский — Бронислав Адамович Макаед, архитектор
- Майя Менглет — Нина Ивановна, архитектор, жена Макаеда
- Ростислав Шмырёв — начальник милиции, участник совещания
- Степан Бирилло — Владимир Осипович, профессор архитектуры
- Казимир Шишкин — начальник строительного управления облисполкома
- Юрий Сидоров — Василий Кришталёв, сотрудник Совета министров БССР
- Марина Дюжева — Вера

## Отзывы
- Обозреватель историко-публицистического и литературно-художественного журнала «Мишпоха» (Белоруссия) Владимир Мехов вспоминает, что каждый раз, когда по телевидению демонстрировались фильмы Александра Гутковича «Вся королевская рать» и «Атланты и кариатиды», «необозримая страна припадала к телевизорам. <…> Присущее экранизатору чувство психологической правды обусловило убедительную правдивость галереи образов предложенного зрителю рассказа о противостоянии в жизни светлого и несветлого»[1].
- Высоко отозвался о работе с Александром Гутковичем автор литературной основы фильма И. П. Шамякин во фрагментах дневника, опубликованных в журнале «Полымя». Он тепло высказался о том, «каким внимательным был этот режиссёр, в отличие от московских кинематографистов, снимавших фильмы по его, шамякинским, вещам, к литературной первооснове создаваемого. Как в обязательном порядке согласовывал с автором первоосновы мельчайшую переделку в сценарии, перестроение диалога»[1].

## Факты
- Первый советский художественный видеофильм, снятый на видеоплёнке[2].
- Вступительную песню, звучащую во время титров каждой серии, исполняет Иосиф Кобзон.